# Třída Marconi
Třída Marconi byla třída křižníkových ponorek italského královského námořnictva. Celkem bylo postaveno šest jednotek této třídy. Ve službě v italském námořnictvu byly v letech 1940–1943. Účastnily se bojů druhé světové války. Jednu nějaký čas provozovalo Německo a Japonsko. Všechny byly ve válce ztraceny.

## Stavba
Celkem bylo postaveno šest jednotek této třídy. Jednalo se o vylepšenou verzi třídy Marcello. Postavily je italské loděnice OTO v Muggiano a Cantieri Riuniti dell'Adriatico (CRDA) v Monfalcone. Do služby byly přijaty roku 1940.
Jednotky třídy Marconi:
| Jméno                | Loděnice | Založení kýlu | Spuštěna          | Vstup do služby | Poznámky |
| -------------------- | -------- | ------------- | ----------------- | --------------- | --- |
| Maggiore Baracca     | OTO      | 1939          | 21. dubna 1940    | 1940            | Dne 8. září 1941 západně od Gibraltaru taranována a potopena britským eskortním torpédoborcem HMS Croome. |
| Michele Bianchi      | OTO      | 1939          | 3. prosince 1939  | 1940            | Dne 5. července 1941 v Biskajském zálivu potopena britskou ponorkou HMS Tigris. |
| Leonardo da Vinci    | CRDA     | 1938          | 16. září 1939     | 1940            | Dne 23. května 1943 poblíž mysu Fisterra potopena britským torpédoborcem HMS Active a fregatou HMS Ness. |
| Alessandro Malaspina | OTO      | 1939          | 18. února 1940    | 1940            | Dne 21. září 1941 ztracena z neznámé příčiny v severním Atlantiku. |
| Guglielmo Marconi    | CRDA     | 1938          | 30. července 1939 | 1940            | V listopadu 1941 ztracena z neznámé příčiny v severním Atlantiku. |
| Luigi Torelli        | OTO      | 1939          | 6. ledna 1940     | 1940            | Po italské kapitulaci byla 10. září 1943 zajata Japonskem, předána Německu a provozována jako UIT25. Po německé kapitulaci ji provozovalo Japonsko jako I-504. Dne 2. září 1945 byla zajata v Kóbe. Roku 1946 potopena. |

## Konstrukce
Ponorky nesly čtyři příďové a čtyři záďové 533mm torpédomety se zásobou 12 torpéd. Dále nesly jeden 100mm kanón a čtyři protiletadlové 13,2mm kulomety Breda Model 1931. Pohonný systém tvořily dva diesely CRDA o výkonu 3600 bhp a dva elektromotory Marelli o výkonu 1500 bhp, pohánějící dva lodní šrouby. Nejvyšší rychlost dosahovala 17,8 uzlu na hladině a 8,2 uzlu pod hladinou. Dosah byl 10 500 námořních mil při rychlosti 8 uzlů na hladině a 110 námořních mil při rychlosti 3 uzly pod hladinou. Operační hloubka ponoru dosahovala 90 metrů.

### Modifikace
Roku 1942 byla Leonardo da Vinci upravena pro nesení miniponorky třídy CA. Roku 1943 byla Luigi Torelli upravena pro transport nákladu do Japonska a zpět. V průběhu první takové plavby však Itálie kapitulovala a ponorku následně provozovalo Německo a později Japonsko.